# 귀네드

귀네드

귀네드(Gwynedd)는 웨일스 북서부에 위치한 주급 자치시로 행정 중심지는 카나번이며 면적은 2,548km2, 인구는 121,900명(2011년 기준), 인구 밀도는 47명/km2이다. 귀네드는 귀네드 왕국에서 유래된 이름이다. 귀네드에서 가장 큰 도시는 뱅고어이다.